# トーマス・ロウリー・ヤング
トーマス・ロウリー・ヤング（Thomas Lowry Young, 1832年12月14日 - 1888年7月20日）は、アメリカ合衆国オハイオ州の共和党の政治家。第33代オハイオ州知事。
ヤングはアイルランドのダウン県Killyleaghで生まれ、1847年に両親とアメリカに移住して来た。当初、軍楽隊として1848年にアメリカ陸軍に入隊、1858年に軍務を終える頃には砲兵隊で軍曹まで昇進していた。ヤングは南北戦争勃発後、1861年9月にミズーリ州の志願兵 (the Missouri Volunteers) に加わったが、12月に辞めた。1862年9月にオハイオ志願歩兵連隊への任命を受けて1864年9月まで務め、階級は大佐に達した。
1865年にCincinnati Law Schoolを卒業し、オハイオ州下院議員に当選し1866年から1868年まで1期2年を務めた。その後、オハイオ州上院議員にも当選し、1871年から1873年まで1期2年を務めた。ヤングは1875年にSamuel Caryを破ってオハイオ州副知事に当選し、1876年に就任した。大統領選挙に当選したラザフォード・ヘイズにかわってヤングは知事となり、1877年から1878年までヘイズの残り任期を務めた。1878年に連邦下院議員に当選し、1882年に再指名を巡る戦いに敗れるまで2期務めた。